# Демсино
Демсино — деревня в Шекснинском районе Вологодской области.
Входит в состав сельского поселения Чуровского, с точки зрения административно-территориального деления — в Чуровский сельсовет.
Расстояние по автодороге до районного центра Шексны — 8 км, до центра муниципального образования Чуровского — 7 км. Ближайшие населённые пункты — Слизово, Потрекичево, Норовка.
По переписи 2002 года население — 87 человек (43 мужчины, 44 женщины). Всё население — русские.